# Christiane Henriette Dorothea Westermayr

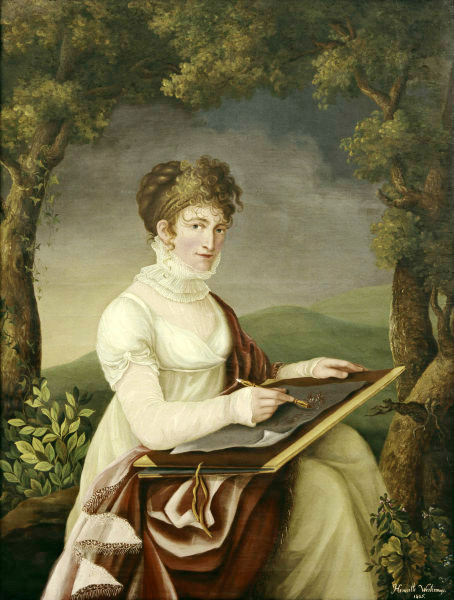
Selbstbildnis

Christiane Henriette Dorothea Westermayr (* 1. Januar oder 2. Januar 1772 in Weimar; † 16. April 1841 in Hanau) war eine deutsche Künstlerin und Malerin.

## Leben
Christiane Henriette Dorothea Westermayr war die Tochter von Johann Adam Stötzer († 1809, Stadtsyndicus von Weimar) und dessen Frau Christiane Johanne (geborene Schellhorn). Sie besuchte die „Fürstliche freie Zeichenschule Weimar“ und wurde dort von Georg Melchior Kraus unterrichtet. Ab 1792 ist sie Schülerin von Conrad Westermayr, den sie 1800 heiratet. Ihre Ehe blieb kinderlos. Conrad Westermayr wurde 1806 Professor an der Zeichenakademie von Hanau. Auch seine Frau unterrichtete dort und unterstützte ihren Mann später bei der Leitung der Akademie. Seit 1807 lebte sie mit ihrem Gatten in Hanau, wo ihr am 20. Juli 1815 das Diplom als Mitglied der Hanauer Zeichenakademie verliehen wurde. Sowohl die Gemälde und Zeichnungen, als auch ihre Stickereien fanden Beifall, so dass sie 1810 für eine solche durch Karl Theodor von Dalberg, den Großherzog von Frankfurt, mit der Großen Goldenen Huldigungsmedaille am hellblauen Bande ausgezeichnet wurde. Herzogin Louise von Weimar bedachte sie für eine allegorische Zeichnung auf den Tod des Dichters Christoph Martin Wieland ebenfalls mit einer goldenen Medaille. Am 20. Oktober 1815 erhielt sie in Jena ein Diplom als Ehrenmitglied der Sozietät für die gesamte Mineralogie und am 6. April 1817 das Diplom als Ehrenmitglied der Wetterauer Gesellschaft für die gesamte Naturkunde.
Sie malte Bildnisse in Öl und kopierte die großen Meister. Selbst Johann Wolfgang von Goethe soll diese sehr gelobt haben. Sie malte auch Landschaften und Bilder nach eigener Komposition in Aquarell, Gouache oder Öl. Sie fertigte 16 Radierungen für Friedrich Justin Bertuchs Bilderbuchreihe, die ab 1792 in Weimar erschien.
Ölgemälde
- Zwei Madonnen nach Raffael
- Heilige Katharina nach Carlo Maratta
- Bildniss Wallensteins nach Anthonis van Dyck
- Madonna mit dem Kinde nach Guido Reni

Weitere Gemälde
- Heilige Familie (Aquarell) und Eitelkeit und Bescheidenheit (Sepia) nach Leonardo da Vinci
- Simeon im Tempel mit dem Jesuskinde nach Fra Bartolommeo (Sepia)

Radierungen, Kupferstiche …
- Zwei Kopfe auf einem Blatt, nach Bossi (Radierung)
- Der Federviehverkäufer nach Dietrich
- Zwei Ansichten von Schnepfenthal nach Budeus (Aquatinta)
- Die Felsen bei Surento nach Ph. Hackert (Aquatinta)
- Sechs Landschaften nach Bobell, Kolbe und Schröter (Radierung)
- Eine Folge von Kostümbildern (Aquatinta)